# Psykoprofylax
Psykoprofylax består främst av andningstekniker som används för att slappna av och fokusera i samband med förlossningen för att underlätta förlossningsarbetet. Genom dessa andningstekniker ökar känslan av kontroll, förmågan att arbeta med kroppen under värkarbetet och samtidigt kan den upplevda smärtan minska. På detta sätt kan förlossningsarbetet bli mer effektivt och därmed säkrare (långa utdragna förlossningar innebär risker för både barn och mor). 
Psykoprofylaxkurser hålls av utbildade barnmorskor som specialiserat sig på just andningstekniker, målbilder och andra avslappningstekniker som kan användas under förlossningsarbetet. Detta för att det är mycket viktigt att få korrekt information. Partnerns eller någon annan medföljares roll anses som mycket viktig och under en profylaxkurs kan partnern tilldelas viktiga partneruppgifter som att hjälpa kvinnan fokusera och hitta tillbaks till andningstekniker om hon tappar fokus.